# Ганна
Га́нна — популярне європейське жіноче ім'я. Походить від латинізованої форми давньоєврейського імені ( івр. חַנָּה‎ чи Channah) та грецького Анна (грец. Αγία Άννα). Стало поширеним в основному через Святу Анну — бабусю Ісуса Христа.